# Ester Röhl
Ester Amy Matilda Röhl, född 3 april 1881 i Vaxholms församling, Stockholms län, död 8 mars 1954 i Lidingö församling, Stockholms län, var en svensk folkskollärare och rösträttsaktivist.

## Biografi
Ester Röhl föddes 1881 i Vaxholms stad. Hon var verksam i kampanjen för införandet av kvinnlig rösträtt i Sverige. Hon var styrelseledamot i Landsföreningen för kvinnans politiska rösträtt, ordförande för Föreningen för kvinnans politiska rösträtt i Sollefteå under 1910–1911 och ordförande i Föreningen för kvinnans politiska rösträtt i Åtvidaberg under 1916–1921. Hon var därmed rösträttsrörelsens lokala representant. 